# Aethomys hindei
Aethomys hindei és una espècie de mamífer rosegador de la família dels múrids. Són rosegadors de mitjanes dimensions, amb una llargada de cap a gropa de 135 a 190 mm i amb una cua de 121 a 186 mm. Poden arribar a pesar fins a 150 g.
Es troba a Burundi, el Camerun, la República Centreafricana, la República Democràtica del Congo, Etiòpia, Kenya, Ruanda, el Sudan del Sud, Tanzània i Uganda. Viu en ambients humits, tot i que s'ha trobat també en ambients més secs.